# Eleccions presidencials de Mongòlia de 2001
Les eleccions presidencials de Mongòlia de 2001 van ser unes eleccions presidencials que es van celebrar el 20 de maig de 2001 a Mongòlia.

## Context
En les eleccions legislatives del 2000, el Partit del Poble de Mongòlia va guanyar les eleccions imposant-se amb una sòlida majoria parlamentària absoluta i amb més del 50% del vot. Això fou gràcies al pel sistema electoral majoritari de Mongòlia i la divisió de les forces d'oposició democràtiques en aquestes eleccions en dos partits: el Partit Democràtic Nacional de Mongòlia i el Partit Socialdemòcrata de Mongòlia. Per aquest motiu, aquests dos partits es van unificar en un sol partit, el Partit Democràtic, sent aquestes eleccions presidencials les primeres en què es presenta.
El context econòmic fou segurament el principal tema electoral, afectat greument al país pel seu segon zud consecutiu, en què va tornar a causar la mort de 3,47 milions d'ovelles, cabres, cavalls, camells i vaques sobre un total de 33,57 milions que hi havia el desembre l'any passat segons dades de l'Oficina Nacional d'Estadística de Mongòlia. Això significa que va morir el 10,3% del bestiar de tot el país durant el zud.

## Resultats
El guanyador fou l'actual president, Natsagiin Bagabandi, que va obtenir el 59,2% dels vots. La participació va ser del 82,9%.
Aquestes eleccions van ser considerades àmpliament com a lliures i justes.